# La Peña (paroisse civile)
Pour les articles homonymes, voir La Peña.
La Peña est l'une des trois paroisses civiles de la municipalité de Bolívar dans l'État de Falcón au Venezuela. Sa capitale est La Peña.

## Géographie

### Démographie
Hormis sa capitale La Peña, la paroisse civile comporte plusieurs localités, dont :
- Cuicare
- La Peña
- La Tabla